# École internationale de Genève
 (mai 2022).
Si vous disposez d'ouvrages ou d'articles de référence ou si vous connaissez des sites web de qualité traitant du thème abordé ici, merci de compléter l'article en donnant les références utiles à sa vérifiabilité et en les liant à la section « Notes et références ».
L’École internationale de Genève (en anglais : International School of Geneva), aussi connue sous le nom d’Ecolint, est une école internationale privée située à Genève, en Suisse. Fondée en 1924, elle est présentée comme étant la plus ancienne des grandes écoles internationales au monde. Au milieu des années 1960, un groupe d'enseignants de l'École internationale de Genève, campus La Grande Boissière, créent le syndicat des examens des écoles internationales (en anglais : International Schools Examinations Syndicate), ou ISES, qui deviendra plus tard l'Organisation internationale de baccalauréat (IBO), puis le baccalauréat international (BI).
Ecolint est une école bilingue, avec un enseignement principalement en français et en anglais. Le directeur général actuel d'Ecolint est le Pr Conrad Hughes. L'école internationale est composée de trois campus distincts dans et autour de Genève.

## Histoire
En 1920-1921, la Société des Nations et le Bureau international du travail ont établi leur siège à Genève. En 1924, l'École internationale de Genève est fondée par des membres importants de deux organisations internationales, en collaboration avec Adolphe Ferrière et Elisabeth Rotten. Depuis sa création, l'établissement poursuit une mission d'éducation pour la paix et d'inculquer de fortes valeurs humanitaires d'inclusion, de respect et de compréhension interculturelle.
Ferrière loge la première classe dans le chalet de sa famille. Il est également conseiller technique de l'école de 1924 à 1926. Arthur Sweetser et le Dr Ludwig Rajchman participent également à la création de l'école. Ils sont soutenus par William Rappard, recteur de l'Université de Genève et Sir Arthur Salter, un haut fonctionnaire de la Société des Nations.
La fondation continue d'évoluer en acquérant de nouveaux campus à la fois dans la campagne vaudoise, à La Châtaigneraie (également appelée « La Chât ») près de Founex, et dans la commune de Prégny-Chambésy, près du siège européen des Nations unies. Une salle de sport est construite en 1977 et un nouveau bâtiment principal est construit en 2011 sur le campus de La Châtaigneraie. En 1993, un bâtiment des sciences est construit et en 2002, l'ancien bâtiment « La Ferme », qui abritait les pensions des filles, devient le bâtiment de la musique. La nouvelle bibliothèque multimédia (Multi Media Center ou MMC) est terminée en septembre 2001, ajoutant un troisième étage à ce qu'on appelle le « nouveau bâtiment » (NB). En septembre 2008, une nouvelle salle de sport est inaugurée, remplaçant la vieille piscine défunte, le « Bubble » vieillissant, qui avait été gonflé en 2000 pour se protéger des climats rigoureux, et les anciens bureaux de la PTA. Ceci est réalisé avec l'aide financière de la Fondation Hans Wilsdorf.
Le troisième campus, le Campus des Nations, connaît deux débuts. Le premier est dans les années 1940 avec Rigot, qui devint Pregny-Rigot, le second en 2005 avec la fermeture de Rigot et l'ouverture du Saconnex. Le campus de Pregny-Rigot est une école primaire, qui adopte le programme du premier cycle du baccalauréat international en 2002. Ce campus a deux bâtiments, dont Rigot qui est une ancienne ferme suisse juste à côté de la place des Nations, où une structure architecturale sur la colline des Nations unies et de la Croix-Rouge accueille l'école primaire et le centre d'apprentissage. En 2005, Pregny-Rigot déménage avec l'ouverture d'un nouveau bâtiment, Saconnex, près de l'Organisation mondiale de la santé et de l'Organisation internationale du travail. Les classes de la petite enfance à Rigot sont déplacées dans le bâtiment Pregny rénové et Rigot retourne à la ville de Genève. Les années 3-6 sont déplacées de Pregny au nouveau bâtiment, Saconnex, qui ouvre également une école secondaire.

## Campus

### La Grande Boissière
Ce campus se situe sur le territoire communal de Genève.

### La Châtaigneraie
Ce campus se situe sur le territoire communal de Founex.

### Campus des Nations
Ce campus se situe sur le territoire communal de Pregny-Chambésy.

## Personnalités

### Enseignants
- Michel Butor (1926-2016), philosophie, latin, histoire et géographie en 1956[3]
- Marie-Thérèse Maurette, éducatrice

### Élèves
- Juan Urdangarin y de Borbón (né en 1999), Grand d'Espagne[réf. nécessaire]
- Joakim Noah (né en 1985) joueur de basket-ball[réf. nécessaire]
- Kim Jong-nam (1971-2017), fils de Kim Jong-il[4]
- Caroline Scheufele (née en 1961), femme d'affaires allemande